# Wavrin
Wavrin (ndl.: „Waveren“) ist eine französische Stadt mit 7777 Einwohnern (Stand 1. Januar 2022) im Département Nord in der Region Hauts-de-France. Sie gehört zum Arrondissement Lille und zum Kanton Annœullin.

## Lage
Die Stadt Wavrin liegt am Canal de la Deûle, zehn Kilometer südwestlich von Lille. Umgeben wird Wavrin von den Nachbargemeinden Beaucamps-Ligny im Norden, Santes im Nordosten, Houplin-Ancoisne im Osten, Gondecourt und Herrin, Allennes-les-Marais im Süden, Don im Südwesten, Sainghin-en-Weppes im Westen sowie Fournes-en-Weppes im Nordwesten.

## Bevölkerungsentwicklung
| Jahr                       | 1962 | 1968 | 1975 | 1982 | 1990 | 1999 | 2006 | 2014 | 2021 |
| -------------------------- | ---- | ---- | ---- | ---- | ---- | ---- | ---- | ---- | ---- |
| Einwohner                  | 5308 | 5819 | 6187 | 6785 | 7477 | 7633 | 7720 | 7661 | 7773 |
| Quellen: Cassini und INSEE |      |      |      |      |      |      |      |      |      |

## Sehenswürdigkeiten
- Park an der Deûle
- Kirche St-Martin
- Kapelle St-Eloi (Skulpturen als Monuments historiques geschützt)
- Deutscher Soldatenfriedhof mit 975 Gräbern

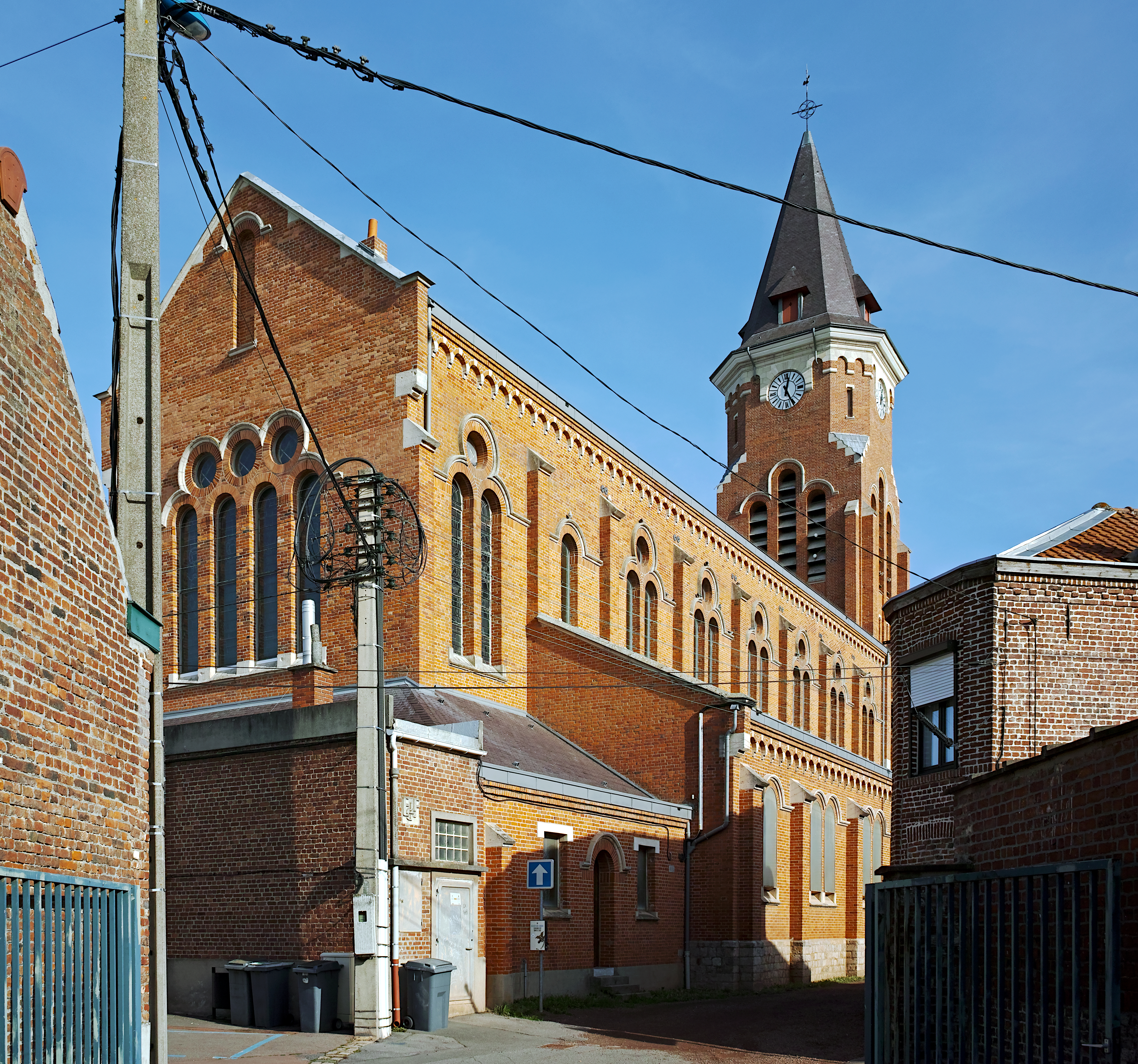
Kirche Saint-Martin
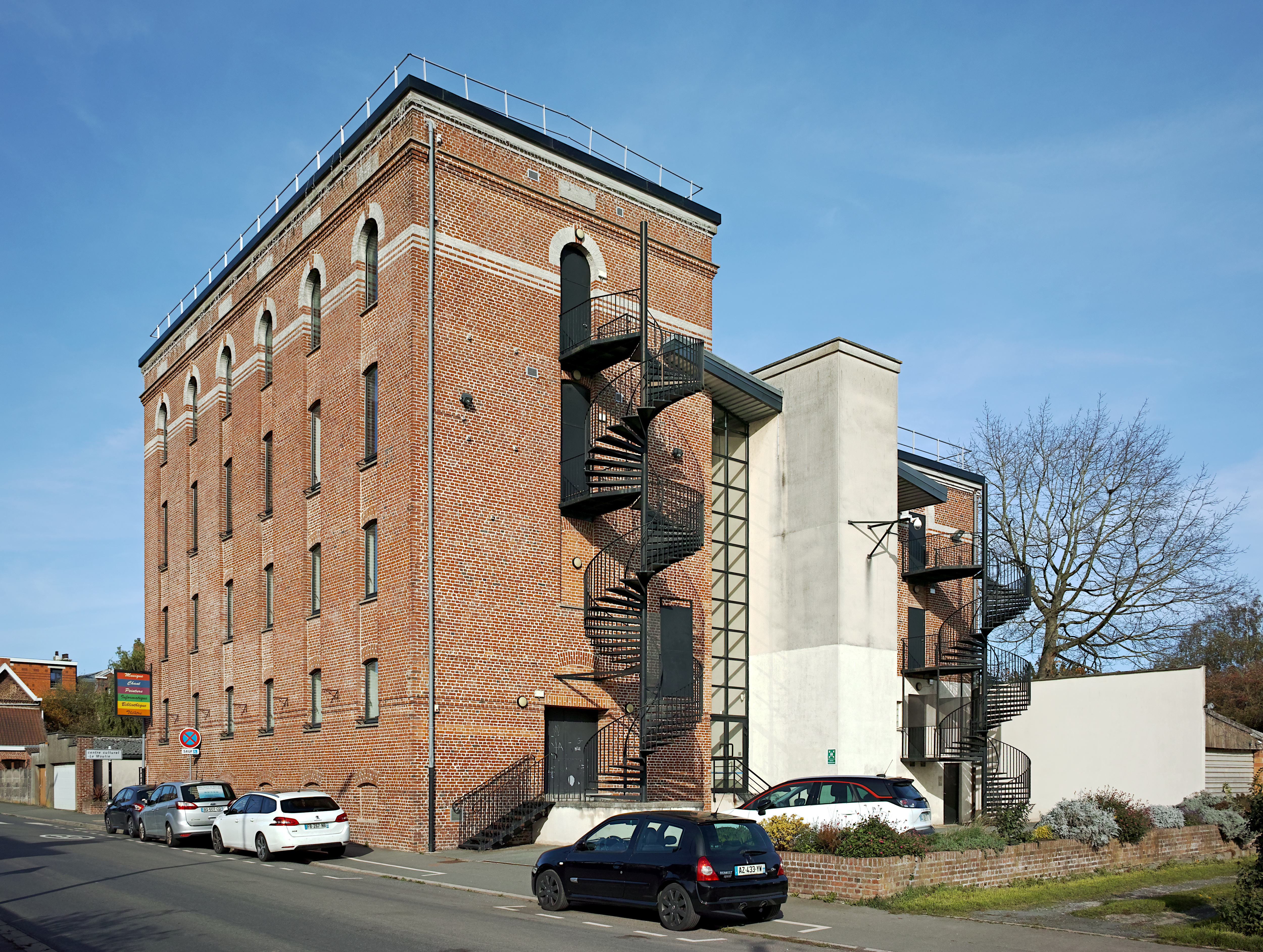
Kulturhaus
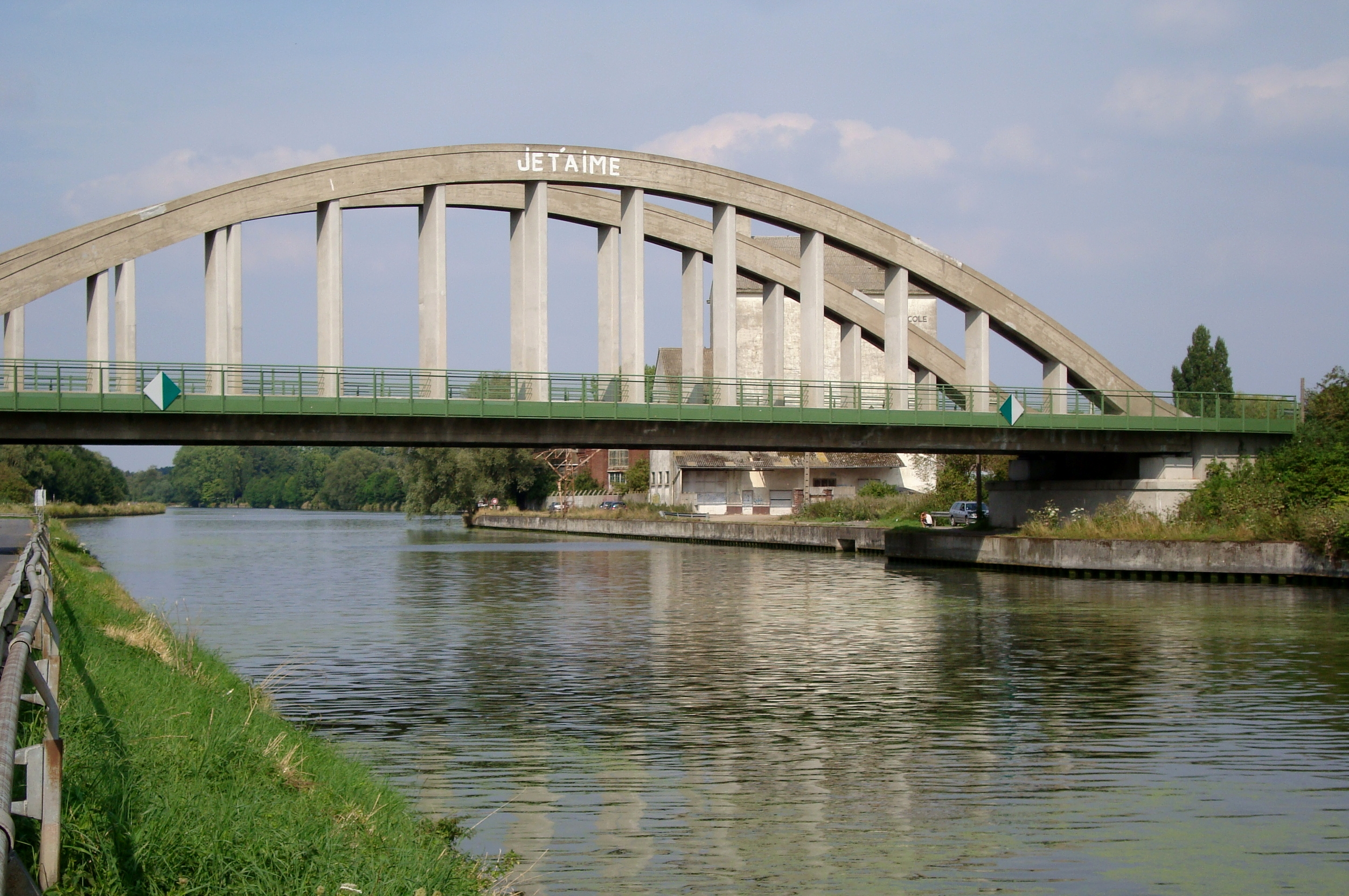
Deûle-Brücke
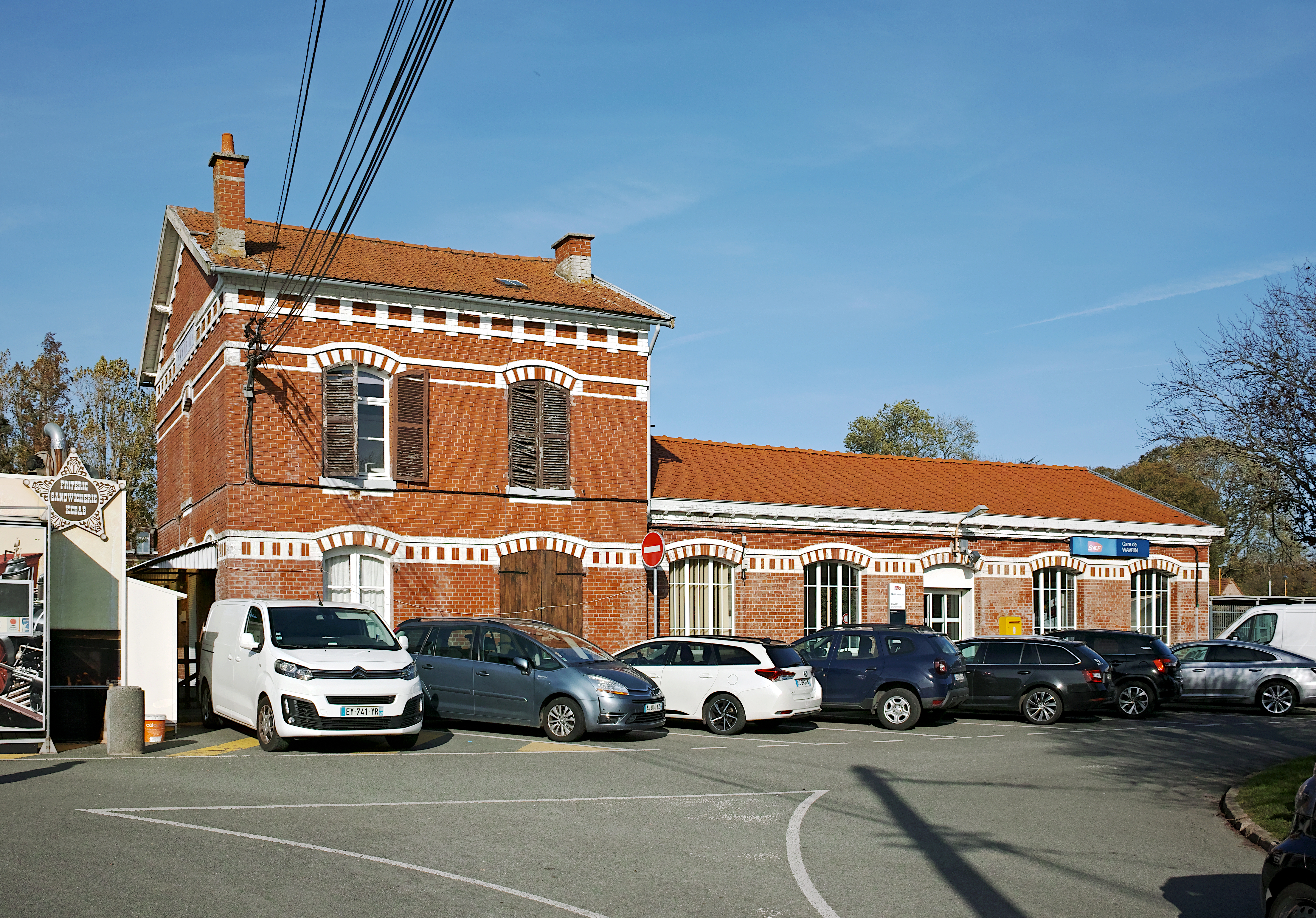
Bahnhof
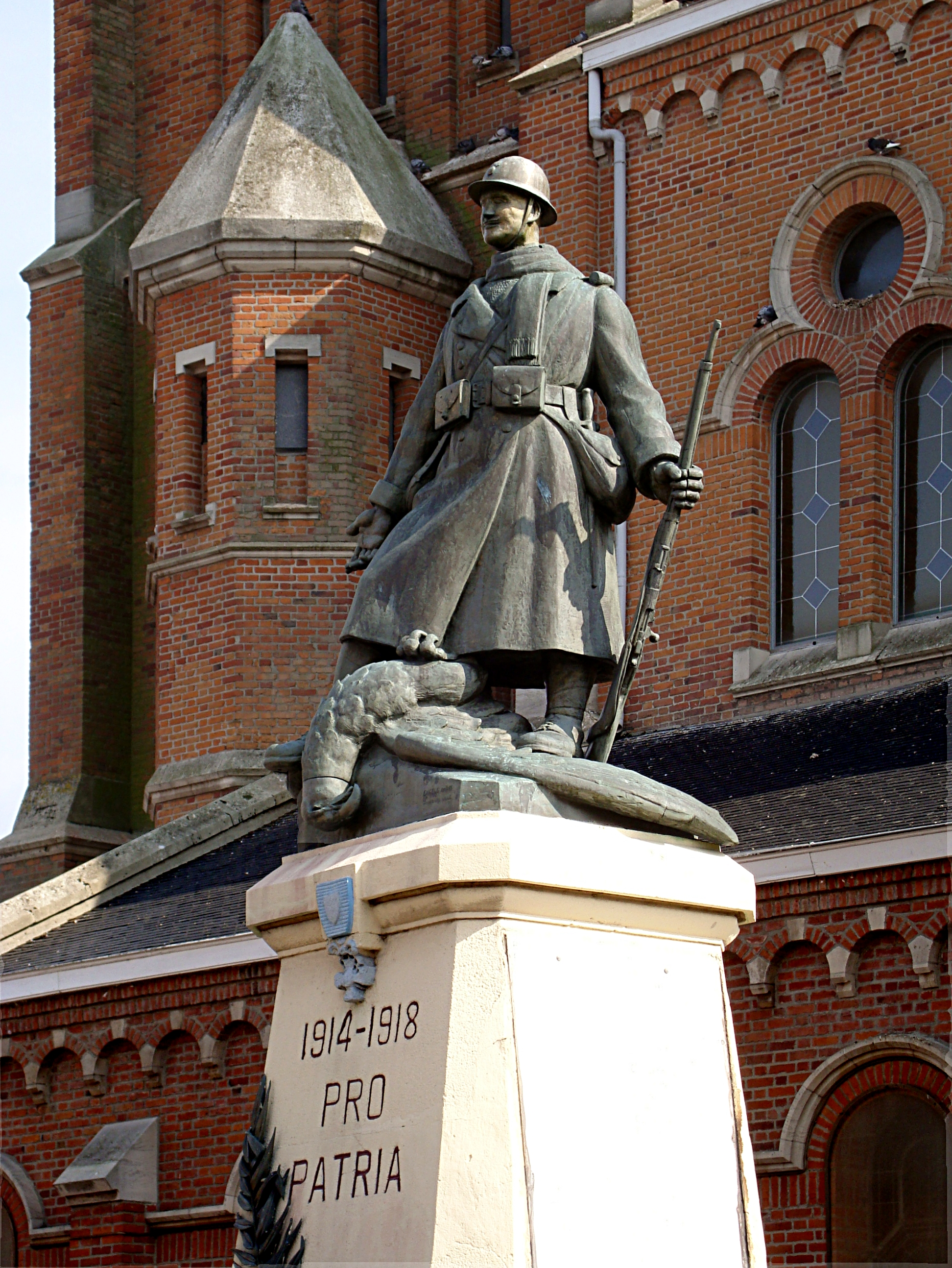
Gefallenendenkmal

## Persönlichkeiten
- Robert de Wavrin, Seneschall von Flandern, † 1169
- Hellin de Wavrin, Seneschall von Flandern, † 1191
- Roger de Wavrin, Bischof von Cambrai, † 1191
- Robert de Wavrin, Marschall von Frankreich, † 1360
- Jean de Wavrin, Geschichtsschreiber aus Flandern, um 1400–nach 1471